# تجمع بدوى تكعاب

تعديل مصدري - تعديل

تجمع بدوى تكعاب هي إحدى قرى عزلة جيشان بمديرية جيشان التابعة لمحافظة أبين، بلغ تعداد سكانها 90 نسمة حسب تعداد اليمن لعام 2004.